# Submarien
Submarien war eine deutsche Band, die 2005 in Stuttgart gegründet wurde. Auf der Homepage wurde die Auflösung im Jahre 2009 bekanntgegeben.
Benannt hat sich Submarien in Anspielung auf ihren ersten Band-Übungsraum, der in einem Luftschutzbunker unterhalb des Stuttgarter Marienplatzes lag und in dem sie viel Zeit verbrachten. Submarien trat in den vergangenen Jahren hauptsächlich in Clubs und bei Festivals in Deutschland, Österreich, England und Schweden auf.
Nach der Auflösung von Submarien gründeten Johnny Park und Barbara Padron Hernandez die Band Swim Bird Fly, Heiko Peter stieg 2011 bei Wendrsonn ein.
Barbara Padron Hernandez nahm 2017 bei The Voice of Germany/Staffel 7 teil. Nach den Blind Auditions entschied sie sich für das Team Fanta um Michi Beck und Smudo, schied aber in der nächsten Runde, der sogenannten Battle Round, in einem Dreierbattle zusammen mit Benjamin Hartmann gegen Anna Heimrath aus.

## Preise/Auszeichnungen
- Deutscher Rockpreis: 26. November 2006[1]
- MARS – Music Award Region Stuttgart: 10. Februar 2007
- Stern Online: Die Stars von morgen 2008: Platz 8[2]

## Diskografie

### Singles
- „Remaining“/„Up to You“ (Doppelsingle) Release 26. April 2009

### Alben
- „Not a Robot.“ Release  8. Mai 2009 (Maria Records/Soulfood)

## Besonderheiten
„Not a Robot.“ ist ein sogenanntes organisches Album. Zugunsten der Atmosphäre wurden alle Titel live eingespielt.

## Label
- Maria Records/Soulfood